# 田代友里恵
田代 友里恵（たしろ ゆりえ、1987年3月28日 - ）は日本の元ファッションモデル、実業家、3店舗を経営するネイルサロンオーナー。
東京都日野市出身。
八王子市立長沼小学校、八王子市立打越中学校、東京都立駒場高等学校を経て、上智大学文学部英米文学科を2009年3月卒業。

## テレビ
- ビー・バップ・ハイスクール（テレビ朝日）
- えんぶるTV（フジテレビ系）
- キャンパスナイトフジ（2009年、フジテレビ）
- ザ・ノンフィクション（2009年10月、フジテレビ）

## 雑誌
- ピチレモン専属モデル
- CANDy専属モデル
- ナルミヤインターナショナル、エンジェルブルーイメージモデル（2002～03年）
- JJ　bis
- 「Fancy Fairy 2」（ジェイ・ディ・ピー・2001年）
- 「Four Sphere～上戸彩他」（2001年）
- 「制コレISM　03」（集英社　2003年）